# Фюрстенберг, Вильгельм Эгон фон
Князь Вильгельм Эгон фон Фюрстенберг (нем. Wilhelm Egon von Fürstenberg, фр. Guillaume-Egon de Fürstemberg; 2 декабря 1629, Хайлигенберг, Священная Римская империя — 10 апреля 1704, Париж, королевство Франция) — немецкий и французский кардинал, государственный деятель и дипломат. Избранный князь-епископ Меца с 28 сентября 1663 по 23 марта 1668. Князь-епископ Страсбурга с 11 января 1683 по 10 апреля 1704. Кардинал-священник с 2 сентября 1686, с титулом церкви Сант-Онофрио с 14 ноября 1689 по 10 апреля 1704.

## Ранние годы
Сын ландграфа Эгона VIII фон Фюрстенберг-Хайлигенберга, баварского генерал-фельдцейхмейстера, и графини Анны-Марии фон Гогенцоллерн-Гехинген, младший брат епископа Франца Эгона фон Фюрстенберга.
В молодости находился на французской военной службе, откуда по настоянию императора уволился, чтобы, по примеру старшего брата начать духовную карьеру. 18 апреля 1649 стал субдиаконом. Первый министр Франции кардинал Джулио Мазарини оценил способности молодых Фюрстенбергов, а также их безграничные амбиции, и при помощи пенсионов, бенефициев и обещаний высоких церковных должностей привлек их на свою сторону. После встречи с королём Людовиком XIV в 1657 году в лагере под Седаном, братья окончательно выбрали профранцузскую политическую ориентацию.

## В Кёльне
Вместе со старшим братом Вильгельм был одним из руководителей государственного совета Кёльнского курфюршества в правление архиепископа Максимилиана Генриха Баварского, на которого имел значительное влияние. При помощи Фюрстенбергов Мазарини вскоре после избрания императором Леопольда I организовал для ограничения власти Габсбурга так называемый Рейнский союз (rheinischer Bund), в который вошли курфюрсты Майнца, Трира и Кельна, епископ Мюнстера, пфальцграф Нойбургский, герцог Бремена и Вердена, герцог Брауншвейгский, ландграфы Гессена.
В 1658 году Вильгельм участвовал в подписании секретного договора о союзе между Кёльном и Францией. Первой значительной наградой за услуги французской короне стало избрание 28 сентября 1663 на Мецкую кафедру, оставленную Францем Эгоном, ставшим князем-епископом Страсбурга. Как и в случае со старшим Фюрстенбергом, избрание Вильгельма не было утверждено папой, и новый епископ управлял своим диоцезом в качестве администратора. Также он получил богатое аббатство Сен-Мишель.

## Имперский князь
В 1664 году, как и его братья, был возведен в достоинство имперского князя.
В ходе подготовки к Деволюционной войне Вильгельм, фактически являвшийся французским представителем на Нижнем Рейне, выполнил важную дипломатическую миссию, убедив императора и князей не вмешиваться в конфликт на стороне Испании. Будучи умелым дипломатом, он использовал любую возможность для распространения французского влияния, и проводил время, посещая различные княжеские дворы, и периодически приезжая в Париж за новыми инструкциями и для безопасного помещения капиталов.
22 октября 1666 был заключен официальный союз между Францией и Кёльном, затем при содействии Вильгельма были подписаны аналогичные договоры с Майнцем и Мюнстером.
В 1668 году сформировал, преимущественно из эльзасцев, полк Фюрстенберга, принятый на королевскую службу 27 марта 1670.
Перед началом Голландской войны 11 июня 1671 Франция и Кёльн заключили договор о нейтралитете, и в соответствии с секретными статьями соглашения в Кёльнское курфюршество вводились французские войска, основной базой которых стал Бонн. Результатом дипломатических интриг стало вторжение имперских войск на кёльнскую территорию и ультиматум Раймондо Монтекукколи, потребовавшего у курфюрста порвать с Францией и удалить из своего окружения братьев Фюрстенбергов. Вильгельм парировал имперское давление, показав Максимилиану Генриху собственноручное письмо Людовика, обещавшего помочь союзнику.
Не добившись результата угрозами, император решился прибегнуть к насилию, и 14 февраля 1674 его люди среди бела дня арестовали Вильгельма на улице Кёльна, у аббатства Святого Панталеона, несмотря на то, что епископ был полномочным представителем курфюрста на мирной конференции, и не являлся ни подданным, ни вассалом австрийского дома. Похищение вызвало крупный скандал. Пленник был заключен сначала в Вене, затем в Нойштадте. Кёльн и Франция пытались его освободить, угрожая императору гневом папы, поскольку только Рим мог судить епископа, но это лишь привело к ухудшению условий содержания арестованного.
11 мая 1674 Кёльн и Франция подписали новый договор о союзе, после чего имперской опале был подвергнут Франц Эгон. Процесс по обвинению в государственной измене, грозивший Вильгельму смертным приговором, был прекращен в 1679 году, когда по условиям Нимвегенского договора император был вынужден его освободить.

## Кардинал

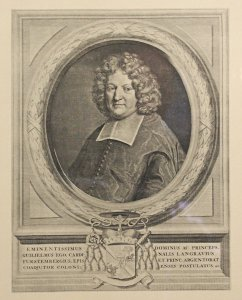
Вильгельм Эгон фон Фюрстенберг, епископ Страсбурга

После смерти старшего брата он в 1682 году был избран епископом Страсбурга, унаследовав также руководство княжеством Ставло-Мальмеди и пост первого министра Кёльна. На посту епископа занимался организацией семинарий, преподавать в которые пригласил иезуитов. 2 сентября 1686 папа Иннокентий XI по настоянию короля Франции возвел Вильгельма в сан кардинала, с титулом Сант-Онофрио (с 14.11.1689), в вознаграждение его ревности по восстановлению религии в Эльзасе и усердия в возвращении еретиков в лоно церкви. Получил кардинальскую шапку 2 января 1687.
В том же году был избран коадъютором при архиепископе Кёльнском. Максимилиан Генрих умер 3 июня 1688, и капитул избрал Фюрстенберга его преемником, но папа отказался признать эти выборы. Раздраженный чрезмерно жестокой политикой Людовика в отношении гугенотов, ставившей под вопрос участие протестантских государств в борьбе с турками, папа отказался читать собственноручное письмо короля и предоставить аудиенцию его представителю, и объявил, что не примет ничего, исходящего от двора Франции.
В историографии высказывалось предположение, что провал попытки Фюрстенберга занять Кёльнскую кафедру позволил принцу Оранскому, более не опасавшемуся нападения со стороны курфюршества, предпринять экспедицию в Англию и детронировать Якова II.
Французское влияние в империи ослабевало, и Вильгельм также потерпел неудачу на выборах в Льеже, Ингельхайме и Мюнстере, после чего ретировался во Францию, где король вознаградил его аббатствами Горц, Сент-Эвруль, близ Эврё, Сен-Венсан в Лане, Барбьё и парижским Сен-Жермен-де-Пре, в котором епископ и обосновался.
В 1689 году он совершил поездку в Рим на конклав, избравший Александра VIII. Пока Вильгельм находился в Италии, французские войска, оккупировавшие Ставло и Мальмеди, полностью разграбили и обратили в пепел эти поселения. Согласно традиции, Вильгельм спешно примчался в Париж и при встрече дал пощечину военному министру Лувуа.
2 февраля 1694 Фюрстенберг был пожалован в командоры ордена Святого Духа. Преклонный возраст не позволял ему самостоятельно руководить епархией, и он просил назначить коадъютора, которым стал принц Арман Гастон Максимильен де Роган.
Умер Вильгельм Эгон фон Фюрстенберг в своем аббатском дворце в Сен-Жермен-де-Пре, и король выразил по этому поводу свое крайнее огорчение.